# 中村健治 (アニメ演出家)
中村 健治（なかむら けんじ、1970年3月25日 - ）は、日本のアニメーション監督、演出家。岐阜県大垣市出身。ツインエンジン所属。

## 人物
2006年に放送されたテレビアニメ『怪 〜ayakashi〜』内の一篇「化猫」が大きな反響を呼び、スピンアウトとなる『モノノ怪』を監督。その後は人気演出家のひとりになる。
作中で扱うテーマは社会派から日常系までと幅広く、色鮮やかな画面と斬新な解釈で独自の世界観を構築する。監督としては、自分が作りたいものを押し進めるよりも、オーダーを聞いて、作品を作っていくタイプ。オーダーにあわせて作品をデザインし、その題材を徹底的に取材して自分なりの制作システムで作っていく。
少年時代に富野由悠季の『無敵超人ザンボット3』と宮崎駿の『天空の城ラピュタ』に衝撃を受ける。
細田守の知的でロジカルなアニメの作り方や編集でどんどん切って無駄を徹底的に排する引き算の演出と、さとうけいいちの感覚的でアイデアが降りてきたらどんどん取り入れていく足し算の演出の両方の影響を受けている。

## 経歴
大学卒業後、小さな広告代理店に入社。「アニメは見るのはいいけど、作る側になるのは絶対にイヤだ」と思って普通のサラリーマンになったはずが毎日の生活に閉塞感を感じ、衝動的に会社を辞めて代々木アニメーション学院に入学する。
26歳で小さな作画スタジオに入るが、動画を始めて3か月で腱鞘炎を患ってアニメーターを続けられなくなり、制作進行の仕事を始める。
所属していたスタジオが東映アニメーションから仕事を請けることになり、フリーランス契約だが、次第に東映の人間のような扱いになっていく。その後、東映から演出助手をやってみないかと声を掛けられ、演出に転向。社員ではないので本来はなれないはずだったが、特別対応でなることが出来た。しかし、東映では当時、演出を新しく採用する方針はなかったので、タツノコプロに入社することにした。
2000年の『デジモンアドベンチャー02 ディアボロモンの逆襲』で助監督を務め、予告編を制作する。東映の場合、演出助手が予告編を作ることになっており、そこでいかにいい予告を作れるかが演出家への登龍門になっている。スタッフが一新されたため、制作の参考にしようと前作『ぼくらのウォーゲーム』の試写会が開かれるが、その作品の出来の良さに全員が驚かされる。細田守監督の細かいディテール、テンポ、レイアウトなど、細部にいたるまで色々な部分に気を配っているところや、自分が理想と思っていたカメラは固定でどんどんカットをつないでいくスタイルに感動する。
同2000年、さとうけいいちに声を掛けられ、タツノコプロで『The Soul Taker 〜魂狩〜』のオープニング演出を担当。しかし、会社ともめて一旦タツノコを退社する。
アニメの仕事は辞めようと思っていたところ、『ディアボロモンの逆襲』の予告を見た細田守に誘われ、スタジオジブリの映画『ハウルの動く城』制作に演出助手（のちに監督補）として参加。しかし、細田版の映画の制作は中止となってしまう。
仕事を失った中村にさとうけいいちが声をかけ、再びタツノコプロ入りする。さとうが監督する『鴉 -KARAS-』第1話で絵コンテと演出を担当するが、予算超過の責任を問われ、再びタツノコを辞める。しかし、第6話でどうしても演出して欲しいと頼まれて復帰する。それから後はタツノコを拠点に活動し、様々な制作会社の監督作品の仕事も、タツノコを通して請けるようになる。だが、もう一度社員になったのは、2013年頃のことだった。
2006年、TVシリーズ『怪 〜ayakashi〜』の三篇中の一篇、「化猫」で初監督を務める。翌年、その続編となる『モノノ怪』の監督も務めた。『怪 〜ayakashi〜』までは一定の年齢までに監督が出来なければ業界をやめようと思っていたが、そのデッドラインにギリギリ間に合い、また他の2編は実績のある監督だったので、たとえこの作品で消えてしまっても名前だけは残そうと、最後の作品のつもりで冒険的な映像作りに挑戦した。
2009年の『空中ブランコ』では題材が心の病の問題を扱うものであったため、現実に起きうることでもあり、初めて専門家に取材をして真面目に作品を作ろうとした。そして物語を真面目に作るかわりに映像面で攻めることにした。
2011年の『C』では、イラストレーターにキャラクター原案を作ってもらうなど、前作で不評だった見た目を少しアニメユーザーを意識したものに変えた。一方でテーマ取材を徹底するやり方は継続した。
2012年の『つり球』では、女性プロデューサーから「男の子が出るアニメにしてほしい」「青春」という明確なオーダーがあった。

## 参加作品

### テレビアニメ
- 金田一少年の事件簿（1998年、製作進行・演助進行）
- マシュランボー（2000年、演出助手）
- The Soul Taker 〜魂狩〜（2001年、OP・演出）
- よばれてとびでて!アクビちゃん（2002年、演出）
- THE ビッグオー（2003年、演出）
- 怪 〜ayakashi〜『化猫』（2006年、シリーズディレクター[注 1]・絵コンテ・演出）
- ケモノヅメ（2006年、第10話 脚本[注 4]・絵コンテ・演出）
- モノノ怪（2007年、シリーズディレクター[注 1]・絵コンテ・演出）
- 墓場鬼太郎（2008年、OP・ED・絵コンテ・演出）
- 空中ブランコ（2009年、シリーズディレクター[注 1]・絵コンテ・演出）
- C（2011年、監督・絵コンテ・演出）
- つり球（2012年、監督・絵コンテ・演出）
- ガッチャマン クラウズ（2013年、監督・絵コンテ・12話DC版演出）
- ガッチャマン クラウズ インサイト（2015年、監督・絵コンテ・演出）
- Infini-T Force（2017年、スーパーバイザー）

### OVA
- とらいあんぐるハート 〜Sweet Songs Forever〜 サウンドステージVA（2002年、演出）
- 鴉 -KARAS-（2005年、第1話 絵コンテ演出 第6話 演出[注 5]）
- イリヤの空、UFOの夏（2005年、第3話 絵コンテ演出）

### 映画
- デジモンアドベンチャー02 ディアボロモンの逆襲（2001年、助監督）
- マシュランボー（2008年）
- 劇場版モノノ怪 唐傘（2024年、監督）[11]

### ゲーム
- 半熟英雄対3D（2003年、OPアニメ演出 2Dムービーディレクション）
- 半熟英雄4 〜7人の半熟英雄〜（2005年、OPEDアニメ演出 ムービーディレクション）

### その他
- ゲゲゲの鬼太郎 妖怪JAPANラリー3D（2008年、監督） - 立体3D&アトラクション作品。